# Nike Air Max 97

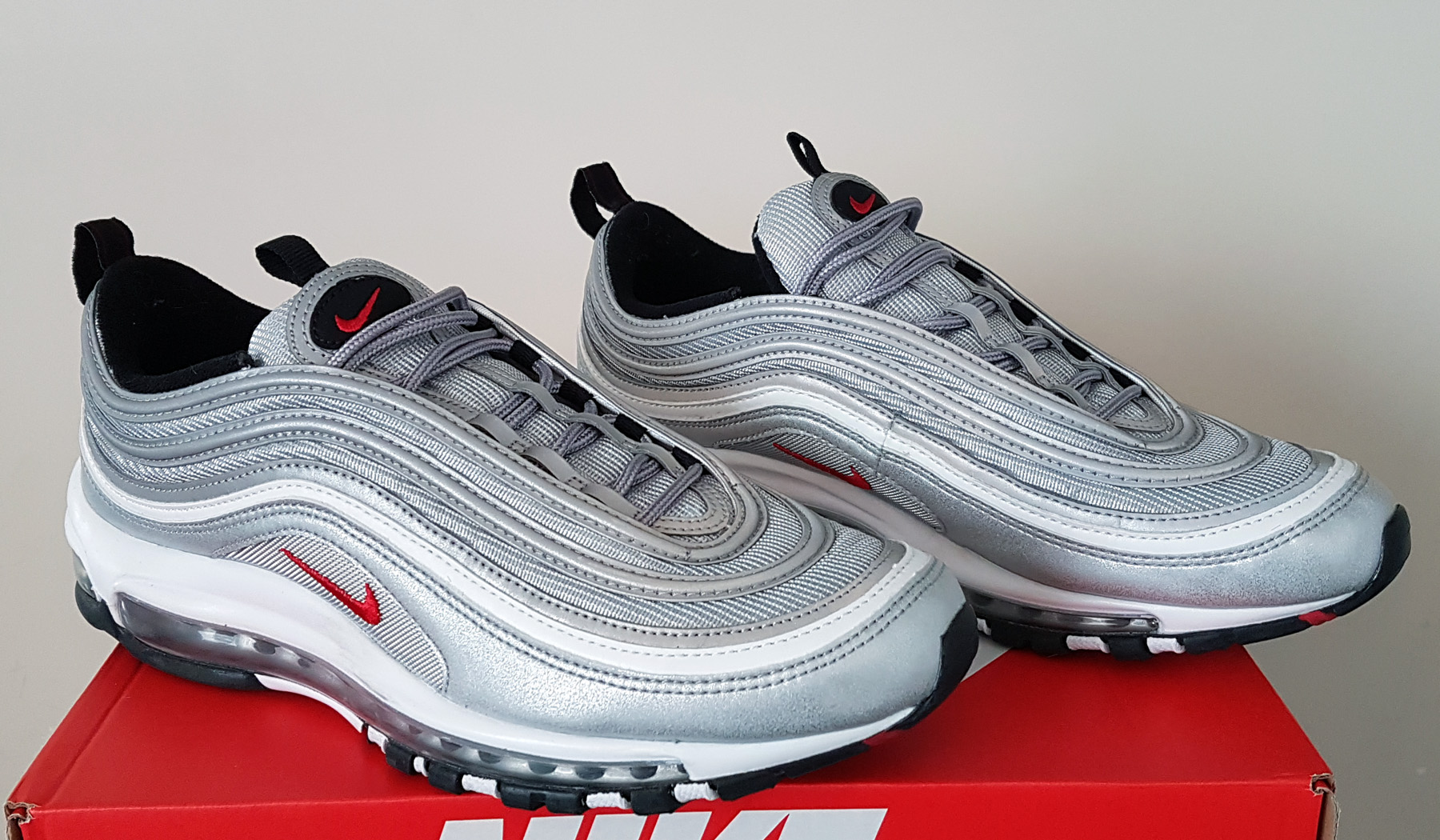
Un paio di Nike Air Max 97

Le Nike Air Max 97 sono un modello di Air Max rilasciato e venduto dalla multinazionale Nike.

## Descrizione
Le Nike Air Max 97 sono state rilasciate nel 1997. Sebbene il design di queste scarpe venga comunemente associato alla silhouette dei treni "proiettile" giapponesi (i.e. 新幹線?, shinkansen), esso ricalca, in realtà, le increspature dell'acqua al cadere di una goccia di pioggia. La loro tipica colorazione, invece, deriva da quella delle mountain bike. L'Air Max 97 è il primo modello Air Max a presentare il caratteristico cuscinetto d'aria (la cosiddetta "unità air") lungo l'intera suola. È, inoltre, dotato di un sistema di lacci nascosti sotto la tomaia che, negli anni novanta, rappresentavano un'assoluta novità nel panorama delle calzature sportive.
Per via dei numerosi paragoni tra le Nike Air Max 97 e i treni Shinkansen, il primo modello del 1997, caratterizzato da un colorway argento, è anche noto con il nome di "Silver Bullet".

## Impatto e popolarità
Rilasciate nel 1997, le Air Max 97 venivano inizialmente vendute negli Stati Uniti al prezzo di 150 $ – 10 dollari in più rispetto ai modelli precedenti della serie Nike Air. In Italia queste scarpe hanno goduto di grande popolarità, tanto da essere state rimesse in commercio nel 2007, in occasione del loro 10º anniversario. Il modello color argento, noto semplicemente come "le Silver", ha fatto una ricomparsa nel territorio italiano nel 2017, durante il 20º anniversario.
Sempre nel 2017, oltre al rilascio di nuovi colorway, hanno avuto luogo anche le prime collaborazioni, come quella con il rapper britannico Skepta.
Nel marzo del 2021 il rapper Lil Nas X ha collaborato con l'azienda americana MSCHF per rilasciare le cosiddette "Satan Shoes", ossia Nike Air Max 97 nere create con "una goccia di sangue umano", a evidente sfondo satanico. Ne sono state rilasciate solamente 666 paia, un chiaro riferimento al numero della bestia. Questo modello, molto controverso, ha portato la Nike a citare in giudizio la MSCHF. In precedenza la MSCHF aveva già rilasciato le "Jesus Shoes", un modello di Nike Air Max 97 bianche, che conterrebbero acquasanta ottenuta direttamente dal fiume Giordano.

## L'Air Max Day
Il 26 marzo è stato dichiarato ufficialmente dalla Nike come l'Air Max Day, ossia il "giorno delle Air Max". Inaugurata nel 2014, questa ricorrenza ha l'obiettivo di celebrare la popolarità delle Air Max.